# Městský stadion Karviná

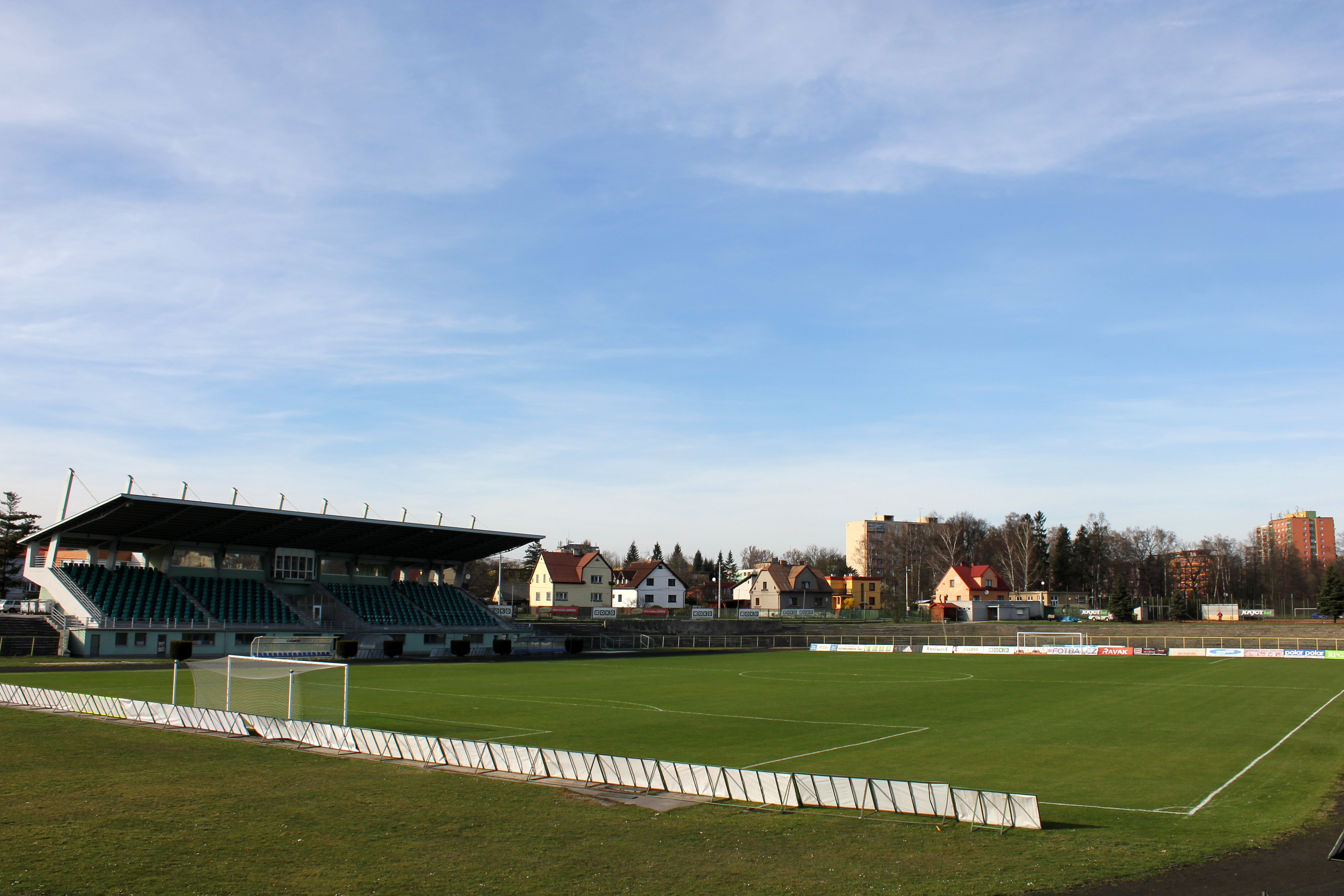
Das alte Stadion vor dem Umbau (2014)

Das Městský stadion Karviná (deutsch Städtisches Stadion Karviná) ist ein Fußballstadion im Ortsteil Ráj der tschechischen Stadt Karviná, Moravskoslezský kraj (deutsch Mährisch-Schlesische Region), im Osten des Landes an der Grenze zu Polen. Der Fußballclub MFK Karviná ist auf der Anlage ansässig. Auf den Rängen bieten sich 4.862 Sitzplätze.

## Geschichte
Zunächst war der Fußballclub TJ Jäkl Karviná von der Eröffnung bis zur Fusion mit dem FC Karviná im Jahr 2003 Hauptnutzer der Anlage. Der daraus entstandene MFK Karviná ist seitdem in der Spielstätte mit damals 8.000 Plätzen beheimatet. 2009 begannen die Planungen für den Neubau des Stadions. Wenig später präsentierte das Architekturbüro COPLAN architecture Entwürfe für die zukünftige Spielstätte. Es wurde auch schon die Baugenehmigung erteilt. Der Bau des Fußballstadions sollte 500 Mio. CZK (ca. 19,7 Mio. Euro) kosten, 7.000 Sitzplätze bieten und nach 14 bis 16 Monaten abgeschlossen sein. Zur Kostensenkung wurde der Entwurf um 1.000 Plätze reduziert, was Baukosten auf 400 Mio. CZK (etwa 15,8 Mio. Euro) senken sollte. Da die Stadt die Kosten nicht allein tragen konnte, suchte man private Investoren sowie nach Zuschüssen des Landes und der EU, doch dies blieb erfolglos. Der Neubau des Stadions konnte nicht umgesetzt werden.
2014 nahm man einen weiteren Anlauf und es wurden neue Pläne für das Bauprojekt vorgestellt. Zur Senkung der Kosten wurden die zunächst in Beton geplanten neuen Ränge mit Stahlrohrtribünen bestückt. Das Platzangebot wurde dadurch auf 4.862 Sitzplätze gesenkt. Die Planungen sahen einen Kostenrahmen von 270 Mio. CZK (rund 10,6 Mio. Euro) vor. Nahezu die Hälfte zum ersten Entwurf.
Im September 2014 begannen die umfangreichen Arbeiten am städtischen Stadion. Die das Spielfeld umgebende Aschenbahn wurde entfernt, damit die Zuschauer dichter am Spielgeschehen sitzen können. Die Haupttribüne blieb größtenteils erhalten und wurde um einen Pavillon in der Südwestecke ergänzt. Auf dem oberen Teil des Ranges entstanden Presseplätze und Logen. Die alten Stehplatztribünen hinter den Toren und der Gegenseite wurden durch die Stahltribünen mit Sitzplätzen ersetzt. Die Überdachung und die Sitze bestehen aus Kunststoff in Grün, eine Vereinsfarbe des MFK Karviná. Die Kosten von 300 Mio. CZK (ca. 11,86 Mio. Euro) teilten sich der Staat (110 Mio. CZK), die EU mit 80 Mio. CZK und der Rest steuerte die Stadt hinzu.
Mit dem ersten Heimspiel des MFK Karviná in der Erstligasaison 2016/17 am 6. August 2016 gegen den FC Zbrojovka Brünn wurde das neue Městský stadion Karviná eröffnet. Die 4.522 Zuschauer sahen ein 1:1-Unentschieden. Das erste Tor erzielte Pavol Jurčo in der 28. Minute für den MFK.